# Snau
Snau är en typ av segelfartyg som skiljer sig från den näraliggande briggen genom sin mastkonstruktion.

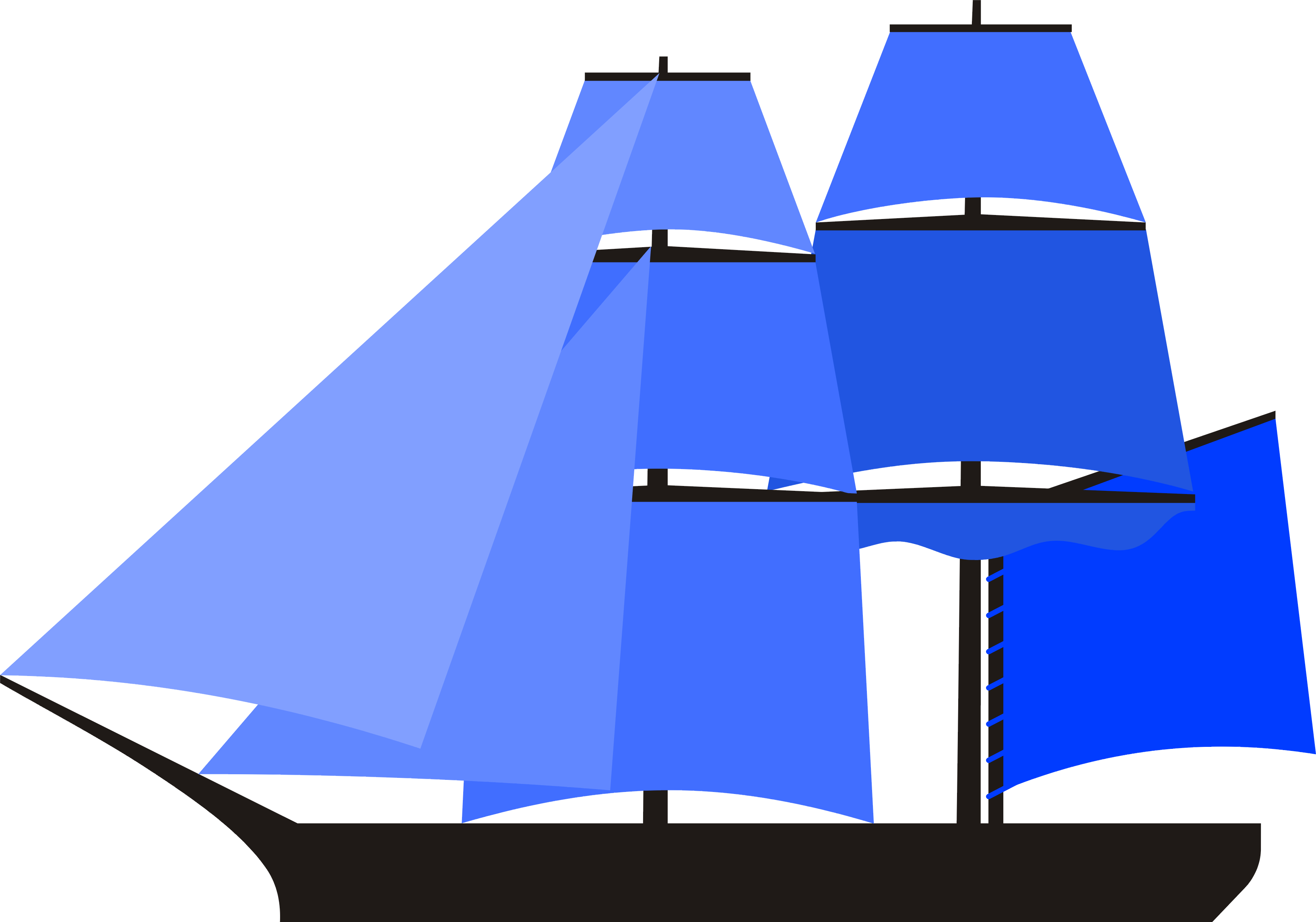
Ett snauriggat fartyg

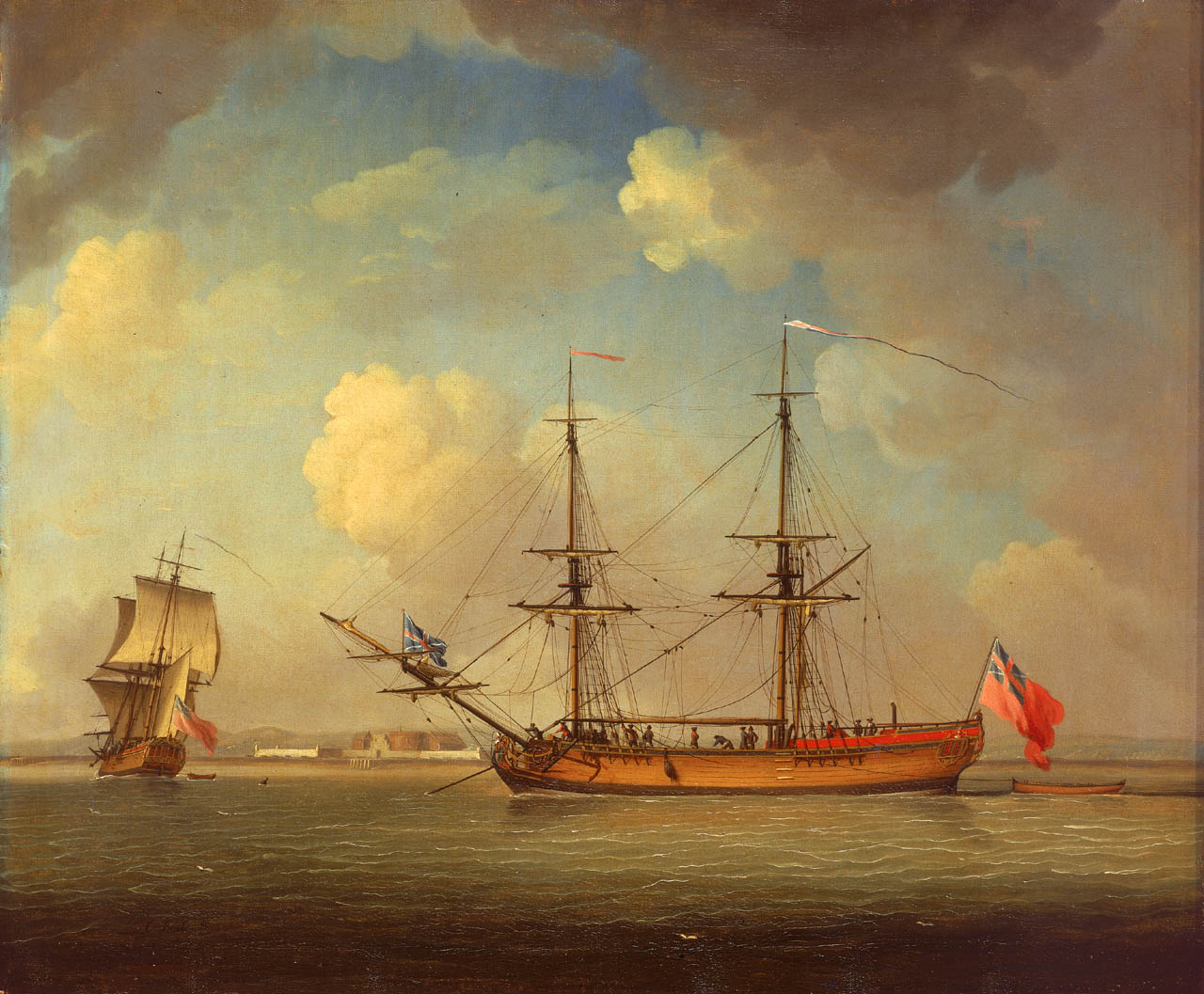
Målning av en snau från 1700-talet i två vyer, troligen ett förrådsfartyg tillhörigt Royal Navy.

## Historia och konstruktion
Ett mindre tvåmastat råsegelfartyg kunde i slutet av 1600-talet betecknas antingen brigantin eller snau. Dessa fartyg användes militärt främst som depeschfartyg. Under 1700-talet utvecklades snauen till ett fartyg där gaffelseglet, även kallat briggseglet, är litsad till en spira tätt akter om stormasten, mellan märsen och däcket. Detta innebar att gaffelseglets gaffel kunde hissas högre än storrån, och oberoende av den. Ytterligare en fördel var att seglet inte hindrades av de järnband som höll ihop master som tillverkats av flera delar.
Den lilla masten akter om stormasten för gaffelseglet kallades för snaumast, och förekom även på barkskepp och fullriggare. Mot slutet av 1700-talet när både snauer och briggar förde både storsegel och briggsegel, kallades snauen först snaubrigg innan beteckningen brigg användes för båda typerna.